# Marino Facchin
Marino Facchin (Bagnolo di Po, 20 febbraio 1913 – Genova, 29 maggio 1979) è stato un pugile italiano, Campione europeo dilettanti, nella categoria pesi leggeri, nel 1934 a Budapest e olimpionico a Berlino 1936.

## Biografia

### Carriera tra i dilettanti
La sua boxe ha rifulso soprattutto nella categoria dei dilettanti. È stato due volte Campione italiano, nel 1932, tra i piuma e nel 1933, nei pesi leggeri. Ha vinto la medaglia d'oro ai Campionati europei del 1934, a Budapest, nei pesi leggeri. 
Ha partecipato alle Olimpiadi di Berlino del 1936, nella stessa categoria. Batté al primo turno il rumeno Costantin David ma fu eliminato negli ottavi di finale dallo svedese Erik Agren, che poi vincerà la medaglia di bronzo.
Negli europei del 1937, a Milano, vinse la medaglia di bronzo dopo aver perso, in semifinale, dal tedesco Herbert Nürnberg che poi vincerà il torneo.

### Carriera tra i professionisti
Passò professionista nei pesi leggeri nel 1938 vincendo il primo incontro. Perse il secondo contro l'esordiente Bruno Bisterzo, futuro Campione d'Europa, che lo batté anche a Roma il 23 gennaio 1939. 
Dopo aver subito una sconfitta prima del limite il 1º luglio 1939, da Timo Clavari, la sua carriera proseguì in modo molto saltuario. Rimase inattivo nel 1940, 1943 e 1944. Combatté una sola volta nel 1941 (perdendo per knock-out tecnico al quinto round dal futuro Campione d'Europa Roberto Proietti), una volta nel 1942 e due volte nel 1945. Pur essendo uscito vittorioso dagli ultimi tre match, preferì abbandonare la boxe.